# Городничий
Городни́чий — посада у Великому князівстві Литовському, Московській державі та Російській імперії. За часів Стародавньої Русі городничим називався урядовець, що наглядав за розбудовою міста, зокрема контролював спорудження укріплень.

## Велике князівство Литовське
У Великому князівстві Литовському городничий — адміністративна посада в головних містах в 16–17 ст. Городничі призначалися великим князем і мали допомагати намісникам-державцям: вони стежили за збором податків (т. зв. корчомні пенязі, дякло, поколодне й глиняні пенязі) і відповідали за стан укріплень.

## Московська держава
У Московській державі городничим називався представник обласної адміністрації. Посада впроваджена під час царювання Івана IV замість тіуна огнищанського. Городничі мали більше повноважень, ніж огнищани.
Посада городничого існувала одночасно з посадою городового прикажчика. Досить важко визначити різницю між городничим і городовим прикажчиком, оскільки в Московській державі не було точного розмежування відомств і посад.

## Російська імперія
У Російській імперії 1775—1862 років городничий — голова адміністративно-поліцейської влади повітового міста.
З 1775 року (після «Установи для управління губерній Всеросійської імперії») городничий призначався Сенатом за поданням генерал-губернатора в міста, де не було обер-коменданта. За статутом благочиння 1782 року він призначався і в міста, доручені обер-комендантом, як помічник останнього. У XIX столітті городничі призначалися в повітові міста з відставних військових і цивільних чиновників, переважно ж зі звільнених від служби поранених офіцерів, що перебували під заступництвом комітету щодо поранених 18 серпня 1814 року. Посада відповідала 8 класу табелю про ранги. Якщо здобувач мав вищий класний чин, то він йому залишався.
Посаду городничого в Російській імперії скасовано 25 березня 1862 року. Городницькі правління в тих містах, що були підпорядковані повітовій поліції, були приєднані до земських судів (перейменованих у повітові поліцейські управління), а в тих містах, які зберегли свою, окрему від повітової, поліцію, вони були перейменовані в міські поліцейські управління. Городничі з поранених офіцерів, які перебували під заступництвом комітету щодо поранених, були залишені під заступництвом цього комітету зі збереженням їм довічно або до отримання іншого штатного місця жалування за чином і того розміру, яке вони отримували за посадою городничого; але на посади повітових справників і поліцмейстерів вони вже не призначалися.